# 20529 Зверлінг
20529 Зверлінг (20529 Zwerling) — астероїд головного поясу, відкритий 7 вересня 1999 року.
Тіссеранів параметр щодо Юпітера — 3,512.